# Reymondia minor
Reymondia minor es una especie de molusco gasterópodo de la familia Thiaridae en el orden de los Mesogastropoda.

## Distribución geográfica
Se encuentra en  Burundi República Democrática del Congo Tanzania y Zambia.

## Hábitat
Su hábitat natural son: lagos de agua dulce.